# Го Айлунь
Го Айлунь (кит. упр. 郭艾伦; род. 14 ноября 1993 года в Ляояне, КНР) — китайский профессиональный баскетболист, в настоящее время выступает за клуб китайской баскетбольной ассоциации «Ляонин Флаин Леопардс», молодёжные сборные Китая различных возрастов и первую команду Китая. Представитель «нового поколения» в китайском баскетболе. Размах рук - 195 см.

## Биография
Го Айлунь является племянником звезды китайского баскетбола Го Шицяна.

## Карьера

### Клубная карьера
Карьеру Го Айлунь начал в молодёжной команде «Ляонин Флаин Леопардс» в сентябре 2005 года. Наигрывался на позиции атакующего и разыгрывающего защитника. С 2009 года выступает в основном составе. Принимал участие в матче всех звезд Северного и Южного дивизиона китайской баскетбольной ассоциации сезона 2011/12, в двух командах набрал наибольшее количество очков - 30, а также отдал 6 результативных передач. Стал MVP матча всех звезд.

### Международная карьера
Го представлял различные молодёжные сборные Китая на международных соревнованиях, в частности, на Чемпионате мира для молодёжных команд не старше 17 лет в 2010 году, в которой был капитаном.  Сборная заняла седьмое место, а игрок набирал в среднем 22,4 очка за игру - рекордный показатель результативности на турнире. Стал первым китайским баскетболистом на крупных международных турнирах, который по итогам розыгрыша становился лучшим бомбардиром. Также лидировал в сборной Китая и по количеству результативных передач. Вслед за удачным выступлением на молодёжном чемпионате, игрока пригласили принять участие в играх первой сборной на Чемпионате мира 2010 в Турции, что стало мини-сенсацией. Го стал самым молодым участником турнира, на момент выступлений ему было 16 лет. В 2009-2010 годах принял участие сразу в четырёх крупных международных турнирах: Чемпионате мира среди молодёжных команд до 17 лет, Чемпионате мира 2010, Чемпионате Азии среди молодёжных команд до 16 лет и Чемпионате Азии среди молодёжных команд до 18 лет. В октябре 2010 года на молодежном чемпионате Азии до 18 лет вошёл в символическую сборную турнира, а по его итогам стал MVP.